# 스위티 (영화)
"스위티"(영어: Sweetie)는 1989년 개봉한 오스트레일리아의 드라마 영화이다. 제인 캠피언의 첫 장편 극영화이며 그가 공동 각본 역시 맡았다.

## 같이 보기
- 오스트레일리아 영화